# Bertil Gustafsson
Bertil Gustafsson, född 1939, är en svensk datavetare. Han disputerade 1968 vid Uppsala universitet där han senare blivit professor i numerisk analys. Han invaldes 2002 som ledamot av Vetenskapsakademien.